# Bjelopolje
Bjelopolje is een plaats in de gemeente Plitvička Jezera in de Kroatische provincie Lika-Senj. De plaats telt 195 inwoners (2001).